# 広島県道217号新市停車場線
広島県道217号新市停車場線（ひろしまけんどう217ごう しんいちていしゃじょうせん）は、広島県福山市を通る一般県道である。

## 概要
JR西日本福塩線 新市駅から広島県道26号新市七曲西城線交点を結ぶ。本路線の真ん中を福山市と府中市の境界線が通っている。

### 路線データ
- 起点：福山市新市町大字新市（JR西日本福塩線 新市駅前）
- 終点：福山市新市町大字新市（新市駅前交差点、広島県道26号新市七曲西城線交点）
- 総延長：95.5 m

## 歴史
- 1960年（昭和35年）10月10日 - 広島県告示第682号により広島県道88号新市停車場線として認定される。
- 1972年（昭和47年）11月1日 - 広島県の県道番号再編により現行の路線番号に変更される。
- 2003年（平成15年）2月3日 - 福山市が芦品郡新市町を編入したことにより本路線の東半分の所属自治体が芦品郡新市町から福山市に変更される。

## 路線状況
新市駅前広場から西に行く道路はなく、行き止まり路線である。

## 地理

### 通過する自治体
- 福山市

### 交差する道路
| 交差する道路               | 交差する場所   | 交差する場所          |
| -------------------------- | -------------- | --------------------- |
| 広島県道26号新市七曲西城線 | 新市町大字新市 | 新市駅前交差点 / 終点 |

### 沿線
- JR西日本福塩線 新市駅
- 祇園祭 - 毎年7月中旬の週末に開催されるけんかみこしとして知られる祭り。